# イーグルス・ベスト・コレクション
『イーグルス・ベスト・コレクション』（The Very Best of the Eagles）は、アメリカ合衆国のロックバンド、イーグルスのベスト・アルバムである。本作品は、新曲の「ホール・イン・ザ・ワールド (Hole in the World)」を含む、2枚組33曲収録された、オールタイム・ベストとなっている。
初回限定盤は、「ホール・イン・ザ・ワールド (Hole in the World)」のミュージック・ビデオを収録したDVD付き。

## 収録曲

### Disc1
1. テイク・イット・イージー
2. 魔女のささやき
3. ピースフル・イージー・フィーリング
4. ならず者
5. テキーラ・サンライズ
6. ドゥーリン・ドルトン
7. 過ぎた事
8. 我が愛の至上
9. ジェイムス・ディーン
10. 懐かしき '55年
11. ミッドナイト・フライヤー
12. オン・ザ・ボーダー
13. いつわりの瞳
14. 呪われた夜
15. テイク・イット・トゥ・ザ・リミット
16. アフター・ザ・スリル・イズ・ゴーン
17. ホテル・カリフォルニア

### Disc2
1. 駆け足の人生
2. 時は流れて
3. 暗黙の日々
4. ラスト・リゾート
5. ニュー・キッド・イン・タウン
6. ふたりだけのクリスマス
7. ハートエイク・トゥナイト
8. サッド・カフェ
9. 言いだせなくて
10. ロング・ラン
11. イン・ザ・シティ
12. ゾーズ・シューズ
13. セヴン・ブリッジズ・ロード
14. ラヴ・ウィル・キープ・アス・アライヴ
15. ゲット・オーヴァー・イット
16. ホール・イン・ザ・ワールド